# مدیر ارشد برند
مدیر ارشد برند (انگلیسی: Chief brand officer) (CBO) یک عنوان تازه در سطح اجرایی شرکت، ابرشرکت، سازمان، یا مؤسسه است که معمولاً به مدیر عامل اجرایی یا هیئت مدیره گزارش می‌دهد و مسئول تصویر، تجربه و وعده‌های یک برند است. مدیر برند بر بازاریابی، تبلیغات، طراحی، روابط عمومی و خدمات مشتری نظارت می‌کند. برخی سازمان‌های معروف که این سطح اجرایی را پیاده‌سازی کرده‌اند شامل بسکین-رابینز، بل کانادا، سیتی‌گروپ، مک‌دونالد، دبلیودبلیوئی و متل هستند.